# Solenopsis latastei
Solenopsis latastei är en myrart som beskrevs av Carlo Emery 1895. Solenopsis latastei ingår i släktet eldmyror, och familjen myror.

## Underarter
Arten delas in i följande underarter:
- S. l. latastei
- S. l. masora